# Dujuan Richards
Dujuan Richarda (Port Royal, Jamaica, 10 de noviembre de 2005) es un futbolista de Jamaica que juega en la posición de delantero con el Phoenix Academy.

## Carrera

### Club
| Periodo   | Club                     |
| --------- | ------------------------ |
| 2022-2023 | Phoenix Academy          |
| 2023-     | Chelsea FC               |
| 2023-     | Phoenix Academy (cedido) |

### Selección nacional
Fue convocado por Jamaica en marzo de 2023 junto a otros futbolistas militantes en Inglaterra como Omari Hutchinson, Tyler Roberts, Dexter Lembikisa, Delano Splatt y Dante Cassanova Su primer partido oficial fue el 11 de marzo de 2023 en la derrota por 0-1 en un partido amistoso ante Trinidad y Tobago.
En junio de 2023 Richards fue convocado para jugar en la Copa de Oro de la Concacaf 2023, torneo en el cual anotó su primer gol internacional en la victoria por 4-1 sobre Trinidad y Tobago el 28 de junio, convirtiéndose en el futbolista más joven en anotar un gol con Jamaica en la Copa de Oro de la Concacaf.

## Vida personal
Es sobrino del baloncestista Nick Richards y del jugador de críquet O'Neil Richards.